# Singet dem Herrn ein neues Lied, BWV 225
Singet dem Herrn ein neues Lied (v němčině Zpívejte Hospodinu píseň novou), BWV 225, je moteto německého skladatele Johanna Sebastiana Bacha. Poprvé byla provedena v Lipsku pravděpodobně kolem roku 1727.

## Text
Text třívětého moteta je založen na německé verzi žalmu 149 pro jeho první větu (Žalmy 149 : 1–3), třetí sloka „Nun lob, mein Seel, den Herren“ (Velebí duše má Hospodina, chvalozpěv z roku 1530 od Johanna Gramanna podle žalmu 103) pro druhou větu a podle žalmu 150 :2 a 6 pro třetí větu Žalmy 150 : 2,6.

## Hudba
Moteto je psáno pro dvojsbor (tj. osm hlasů rozdělených do dvou čtyřhlasých sborů). Je možné, že tuto skladby Bach napsal jako sborová cvičení pro své studenty ve škole u sv. Tomáše (Thomasschule) v Lipsku. Biblický text moteta by se k tomuto účelu hodil.  Poslední čtyřdílná fuga nese název „Alles was Odem hat“ („Všichni, kdož máte hlas, chvalte Pána!“). 
Muzikolog Robert Marshall píše, že můžeme „s jistotou tvrdit“, že v roce 1789 toto moteto slyšel Wolfgang Amadeus Mozart, při své návštěvě hudební školy při chrámu sv. Tomáše. Johann Friedrich Rochlitz, který na Thomasschule studoval a poté zůstal v Lipsku studovat teologii v roce 1789, o deset let později vzpomínal, že Johann Friedrich Doles (Bachův žák a do roku 1789 kantor Thomasschule a ředitelem Thomanerchor) „překvapil Mozarta provedením dvousborového moteta Singet dem Herrn ein neues Lied od Sebastiana Bacha... bylo mu řečeno, že škola vlastní kompletní sbírku jeho motet a uchovává je jako posvátnou relikvii. „To je skvělé!“ zvolal Mozart. „Pojďme se na ně podívat!“ Partitura tam však nebyla... tak si nechal přinést jednotlivé party a... posadil se s notami všude kolem sebe.“ Rochlitz také uvádí, že Mozart si vyžádal kopii a „velmi si ji cenil.“ 

## Vydání
Moteto bylo zahrnuto do prvního vydání Bachových motet, vytištěných společností Breitkopf & Härtel ve dvou svazcích v letech 1802/1803. Předpokládá se, že editorem obou svazků byl Johann Gottfried Schicht, Thomaskantor z roku 1810.